# Serra de Santa Cristina (Carreu)

La Serra de Santa Cristina, respecte del terme d'Abella de la Conca

La Serra de Santa Cristina és una serra del terme municipal d'Abella de la Conca, a la comarca del Pallars Jussà, situada a la vall de Carreu.
És al nord de l'antiga caseria de Carreu, al nord-est de la partida i antiga masia de Carreu i a ponent de la Serra de l'Andreu. També queda al sud de les Coberterades i al nord de la Solana de Forat Negre.

## Etimologia
Aquesta serra pren el nom de l'ermita de Santa Cristina de Carreu, actualment desapareguda.